# Selenia trigona
Selenia trigona är en fjärilsart som beskrevs av Eugen Wehrli 1936. Selenia trigona ingår i släktet Selenia och familjen mätare. Inga underarter finns listade i Catalogue of Life.